# Angel (canción de Fleetwood Mac)
«Angel» es una canción de la banda británica de rock Fleetwood Mac, compuesta e interpretada por Stevie Nicks, y se incluyó en el álbum "Tusk" de 1979. Fue lanzado como sencillo en los Países Bajos por Warner Bros. Records en julio de 1980.

## Descripción
Esta balada melódica destaca por su enfoque suave y conmovedor, que encapsula la esencia del rock suave de la década de 1970. La letra alude a su breve relación con Mick Fleetwood y se interpreta generalmente como una declaración de amor y devoción a alguien especial. En la canción, la cantante expresa sus sentimientos hacia esta persona especial, describiéndola como un "ángel" que ha llegado para darle consuelo y amor. A lo largo de la canción, se destila una sensación de esperanza y gratitud por tener a esta persona en su vida.

## Recepción y legado
"Angel" ha sido bien recibida por la crítica y se ha convertido en una de las canciones emblemáticas de Fleetwood Mac. Su emotiva interpretación y la habilidad de Stevie Nicks para transmitir emociones han contribuido a su longevidad y lugar especial en la música popular. 

## Músicos
- Stevie Nicks - voz
- Lindsey Buckingham - guitarra y coros
- Christine McVie - sintetizadores
- John McVie - bajo
- Mick Fleetwood - batería